# Præstø
Præstø ist eine dänische Stadt der Gemeinde Vordingborg in der Region Sjælland mit 3893 Einwohnern (Stand 1. Januar 2023). Östlich erstreckt sich die Halbinsel Præstø Næb.
Præstø wurde 1353 erstmals urkundlich erwähnt und erhielt im Jahr 1403 die Stadtrechte. Vor der Kommunalreform 2007 war Præstø Sitz der gleichnamigen Gemeinde in der Amtskommune Storstrøm im Süden der Insel Sjælland. Die Gemeinde erstreckte sich über eine Fläche von rund 107 km² und hatte 7608 Einwohner (2005).

## Persönlichkeiten
- Johannes von Schröder (* 1793 in Præstø; † 1862 in Hamburg), dänisch-deutscher Offizier und Topograph
- Christopher Knuth (* 1855 in Præstø; † 1942 auf Lilliendal), Hofjägermeister und Kammerherr